# Bryum funckiioides
Bryum funckiioides là một loài rêu trong họ Bryaceae. Loài này được J. Froehl. mô tả khoa học đầu tiên năm 1955.